# Lány (Svitavy)
Lány, bis 1960 Čtyřicet Lánů (deutsch: Vierzighuben) ist ein Stadtteil von Svitavy (deutsch: Zwittau) in der Region Pardubice in der Tschechischen Republik. Lány erstreckt sich entlang des Flusses Svitava.

## Geschichte

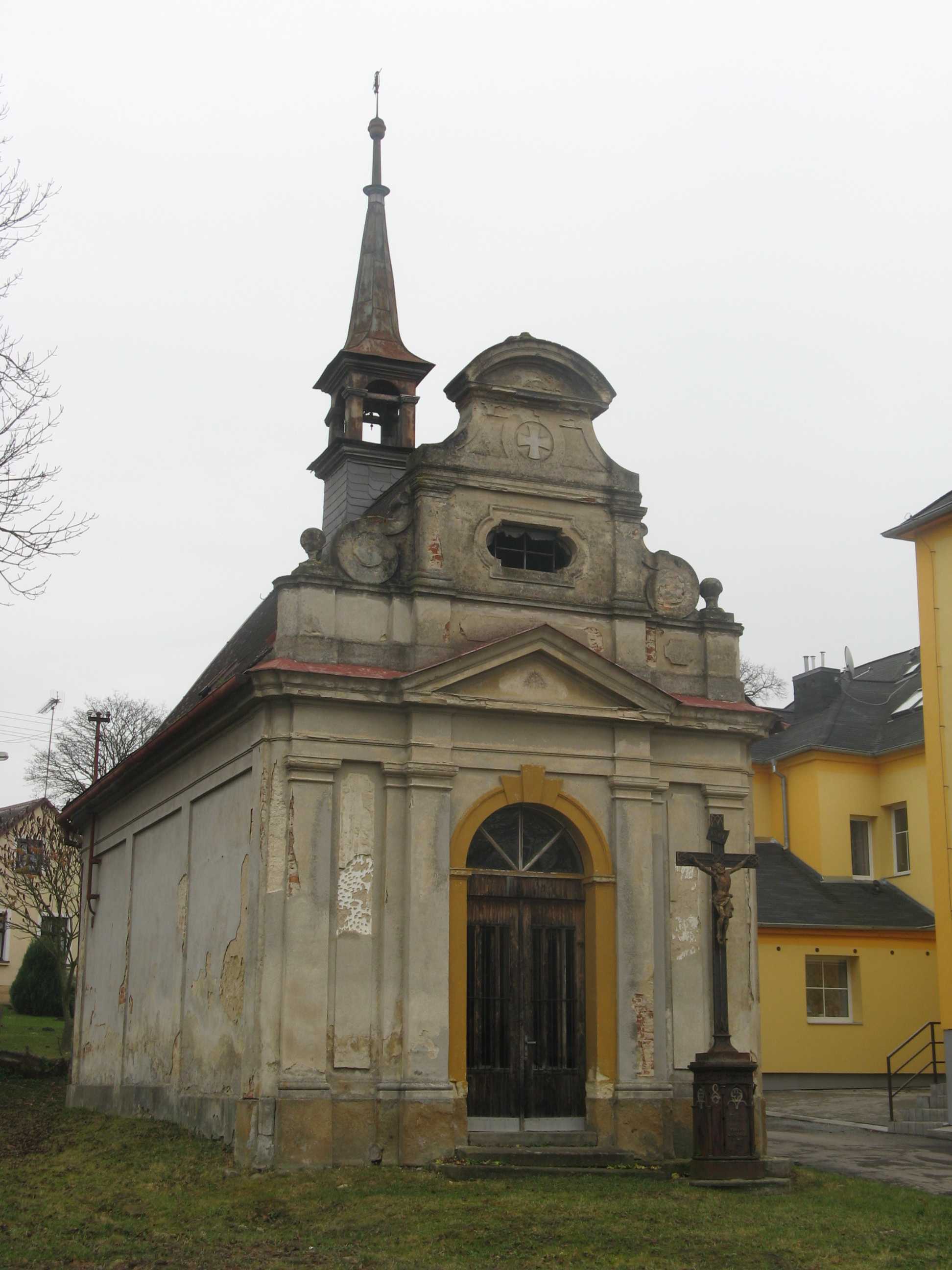
Annenkapelle in Vierzighuben

Vierzighuben wurde 1360 erstmals urkundlich überliefert. Es liegt südlich von Zwittau und gehörte seit jeher zu deren Pfarrei. Der Ort gehörte zu der dem Bistum Olmütz unterstehenden Tafelherrschaft Zwittau. Hier befand sich auch bis zur Säkularisation der Sitz des Oberamtes für die Herrschaft Zwittau.
Nach dem Münchner Abkommen wurde der Ort dem Deutschen Reich zugeschlagen und gehörte bis 1945 zum Landkreis Zwittau.
Vierzighuben wurde 1914 von der Dorfgemeinde zur Marktgemeinde erhoben und 1960 zu Svitavy eingemeindet. Im Zuge der Eingemeindung erhielt der Ort seinen heutigen Namen Lány, der Katastralbezirk heißt weiterhin Čtyřicet Lánů.
In den 1980ern wurde dort eine Plattenbau-Siedlung errichtet. Diese diente zunächst als Wohnort für die Bauarbeiter des Schamott-Werks aus der Bundesrepublik Deutschland, danach zogen die Werksarbeiter ein. Die Wohnungen waren voll eingerichtet. So waren diese bereits mit Farbfernseher, Mikrowellengeräten und einer kompletten Kücheneinrichtung ausgestattet.
Im Jahre 1991 lebten in Lány 5443 Menschen. Beim Zensus von 2001 wurden 636 Wohnhäuser und 6137 Einwohner gezählt.

## Bedeutende Bauwerke
Das Redemptoristenkloster mit der Kirche St. Joseph wurde 1894 bis 1896 errichtet. Die beiden Kapellen, der hl. Maria und der hl. Anna geweiht, wurden Ende des 19. Jahrhunderts gebaut. An der Brünner Straße steht ein Goethe-Denkmal von 1932.